# Lista echipelor de fotbal care au câștigat patru sau mai multe trofee într-un singur sezon
Pe durata unui sezon de fotbal, cluburile de obicei concurează în diferite competiții: o ligă națională și cel puțin o competiție internă de cupă, precum și, uneori, o competiție continentală de fotbal, care este un turneu organizat de una dintre cele cinci confederații FIFA. Câștigarea a multiple competiții într-un singur sezon este văzută ca o realizare memorabilă deosebit de importantă.
Spre deosebire de duble și triple, câștigarea a 4 sau mai multe trofee într-un singur sezon este extrem de rară. În ultima perioadă, se folosesc neologismele cvadruplă, cvintuplă și sextuplă pentru a desemna câștigătoarea a patru, cinci sau șase trofee majore într-un sezon.
Listele de mai jos prezintă doar echipele câștigurile cărora includ trofee din eșalonul superior a campionatului intern.

## Patru titluri într-un sezon
Lista cluburilor ce au câștigat câte patru trofee majore într-un sezon. Reușită numită uneori 'cvadruplă'.
- Hearts of Oak din Ghana a câștigat 4 competiții în sezonul 2000/2001:[8]

1. CAF Super Cup
2. CAF Champions League
3. Ghana Premier League
4. Ghanaian FA Cup

- Santos din Brazilia a câștigat 4 competiții în sezonul 1962:[9]

1. Campeonato Paulista
2. Intercontinental Cup
3. Copa Libertadores
4. Taça Brasil

- São Paulo din Brazilia a câștigat 4 competiții în sezonul 1993:[10]

1. Supercopa Libertadores
2. Copa Libertadores
3. Recopa Sudamericana
4. Intercontinental Cup

- Echipa turcă Galatasaray S.K. a câștigat 4 trofee în sezonul 1999-2000:[11][12]

1. Turkish Super League Championship Cup
2. Turkish Cup
3. UEFA Cup
4. TSYD Cup

- Clubul portughez F.C. Porto a câștigat 4 din 5 competiții posibile în sezonul 2010–2011:[13]

1. Portuguese Supercup (Supertaça Cândido de Oliveira)
2. Portuguese League (Primeira Liga)
3. UEFA Europa League
4. Portuguese Cup (Taça de Portugal)

- Clubul german Bayern München a câștigat 4 trofee în sezonul 2012–2013:

1. DFL-Supercup[14][15]
2. Bundesliga
3. UEFA Champions League
4. DFB-Pokal

## Cinci titluri într-un sezon
FC Liverpool a câștigat în sezonul 2000-01 toate competițiile în care a participat:
1. UEFA Europa League
2. FA Cup
3. EFL Cup
4. FA Comunity Shield
5. UEFA Supercup

Echipa scoțiană Celtic a realizat asta în 1966-67:
1. European Cup
2. Scottish First Division
3. Scottish Cup
4. Scottish League Cup
5. Glasgow Cup

Clubul maltez Valletta a câștigat toate cinci turnee organizate de AMF în 1996-1997: 
1. 1996–97 Maltese Premier League
2. Maltese Cup
3. MFA Super Cup
4. Löwenbräu Cup
5. Super 5 Lottery Tournament

În 2002–03 Fulham Ladies a câștigat toate 5 competiții în care a participa, după ce proprietarul Mohamed Al-Fayed a transformat-o în unicul club profesionist full-time din Europa.
1. FA Women's Premier League
2. FA Women's Cup
3. FA Women's Premier League Cup
4. FA Women's Community Shield
5. London FA Women's Cup

În 2006–07 Al Ahly SC a câștigat cinci din șase competiții în care au participat:
1. CAF Champions League
2. CAF Super Cup
3. Egyptian Premier League
4. Egypt Cup
5. Egyptian Super Cup

## Șase titluri într-un sezon
Clubul maltez Valletta a câștigat toate 6 competiții organizate de Asociația Malteză de Fotbal în 2000-2001: 
1. 2000–01 Maltese Premier League
2. Maltese Cup
3. MFA Super Cup
4. Löwenbräu Cup
5. Super 5 Lottery Tournament
6. Malta Centenary Cup

În 2006-07 Arsenal Ladies devine prima echipă britanică de fotbal feminin care câștigă șase trofee într-un singur sezon:
1. UEFA Women's Cup
2. FA Women's Premier League
3. FA Women's Cup
4. FA Women's Premier League Cup
5. FA Women's Community Shield
6. London FA Women's Cup

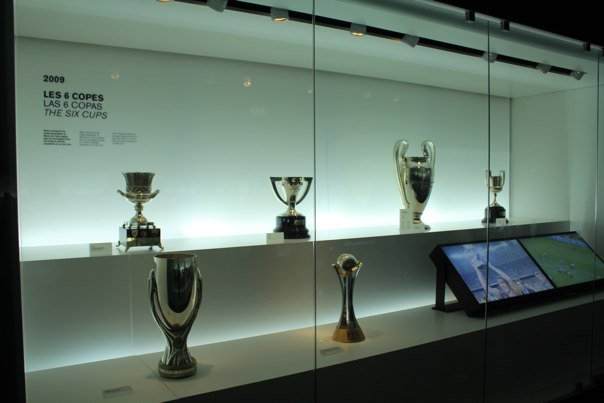
Cele 6 titluri ale FC Barcelona din 2009

FC Barcelona a câștigat șase trofee în 2009 (Copa del Rey, La Liga, UEFA Champions League, Supercopa de España, UEFA Super Cup și FIFA Club World Cup)

## Șapte titluri într-un singur sezon
Echipa Nord-Irandeză Linfield a realizat asta în 1921-22:
1. Irish League
2. Irish Cup
3. County Antrim Shield
4. City Cup
5. Gold Cup
6. Belfast Charity Cup
7. Alhambra Cup

Linfield a repetat această perfomanță în 1961-62:
1. Irish League
2. Irish Cup
3. County Antrim Shield
4. City Cup
5. Gold Cup
6. Ulster Cup
7. North-South Cup